# Isotopo

I tre isotopi dell'idrogeno presenti in natura. Il fatto che ogni isotopo abbia un protone li rende tutti varianti dell'idrogeno: l'identità dell'isotopo è data dal numero di protoni e neutroni. Da sinistra a destra, gli isotopi sono prozio (^{1}H) con zero neutroni, deuterio (^{2}H) con un neutrone e trizio (^{3}H) con due neutroni.

Gli isotopi  di un elemento chimico sono atomi dell'elemento che hanno differente numero di massa (A) e perciò differente massa atomica (M). La differenza nel numero di massa è dovuta al diverso numero di neutroni presenti nel nucleo, rispetto al numero di protoni (numero atomico Z dell'elemento) che rimane costante. Gli isotopi di un elemento sono definibili anche come nuclidi differenti dello stesso elemento.

## Etimologia ed origine del termine
Il termine «isotopo» viene dal greco ἴσος (ísos, "uguale", "stesso") e τόπος (tópos, "luogo",  "posto"), per significare che isotopi differenti di un dato elemento chimico vanno tutti ad occupare la stessa casella della Tavola periodica, perché sono i protoni che differenziano un elemento da un altro e non i neutroni. Il termine fu coniato dal chimico e fisico britannico Frederick Soddy nel 1913 su suggerimento della dottoressa e scrittrice scozzese Margaret Todd; Soddy suggerì inoltre che un elemento è in genere formato da una pluralità di isotopi. Anche per questo, ma soprattutto per i suoi studi sulla radioattività di alcuni elementi e il concetto della loro trasmutazione, venne insignito del Premio Nobel per la chimica nel 1921.

## Descrizione
Gli isotopi sono denotati necessariamente tramite due informazioni: 1) nome proprio dell'elemento o il suo simbolo (il che determina il numero atomico Z), e 2) il numero di massa A. 
A seconda del contesto, si è soliti scrivere il numero di massa ad apice davanti al simbolo dell'elemento (es. 4He), oppure il simbolo (o anche il nome) dell'elemento seguito da un trattino e dal numero di massa (es. He-4, o anche elio-4).
Se due nuclei contengono lo stesso numero di protoni, ma un numero differente di neutroni, i due nuclei avranno lo stesso comportamento chimico (con delle minime differenze nei tempi di reazione e nell'energia di legame, denominate collettivamente effetti isotopici), ma avranno comportamenti fisici differenti in quanto, oltre a differire per massa, avranno in genere spin nucleare differente: alcuni nuclei non avranno spin (spin 0), alcuni saranno bosoni, se lo spin è intero, e altri saranno fermioni, se lo spin è semiintero. Tali differenze, oltre che essere di evidente interesse fisico, hanno interessanti risvolti anche in chimica.
Stessi isotopi che differiscono solamente per lo stato eccitato sono definiti isomeri nucleari. Quando si vuole specificare un isotopo in stato eccitato (metastabile), si pospone al numero di massa in apice una lettera emme minuscola, es. 99mTc per l'isotopo metastabile del tecnezio-99.
Con il termine isòbari sono chiamati gli atomi di elementi diversi aventi però lo stesso numero di nucleoni (numero di massa); ad esempio, le coppie 3H e 3He, 14C e 14N, o anche 54Cr e 54Fe hanno, ciascuna, lo stesso numero complessivo di nucleoni.
Con il termine isòtoni sono chiamati gli atomi di elementi diversi con lo stesso numero di neutroni (esempio, le coppie 2H e 3He hanno 1 neutrone, 56Fe e 58Ni hanno entrambi 30 neutroni).

## Isotopi in natura
Gli elementi osservabili e manipolabili su scala umana non sono rappresentati da atomi tutti uguali, ma all'interno dell'elemento contengono isotopi diversi dello stesso elemento. Il cloro naturale, ad esempio, è una miscela di due isotopi: Cl-35 e Cl-37. Entrambi gli atomi di cloro possiedono lo stesso numero di protoni, che equivale per definizione al numero atomico Z dell'elemento, ovvero 17, ma differente numero di massa A, da cui ricaviamo che il primo possiede 18 neutroni mentre il secondo 20.
Sempre su scale molto grandi rispetto al mondo microscopico, se si osserva un campione sufficientemente grande di Idrogeno si vede che è composto da tre isotopi dell'elemento: il prozio (1H o H-1), il deuterio (2H o H-2) e il trizio (3H o H-3). Possiedono rispettivamente nessuno, uno e due neutroni e sono gli unici isotopi ai quali è stato assegnato un nome proprio.

## Stabilità isotopica
Gli isotopi sono suddivisi in isotopi stabili (circa 251) e isotopi non stabili o radioattivi (circa 3000 conosciuti ed altri 4000 ipotizzati da calcoli teorici fino l'elemento 118). Il concetto di stabilità non è netto, infatti esistono isotopi "quasi stabili". La loro stabilità è dovuta al fatto che, pur essendo radioattivi, hanno un tempo di dimezzamento estremamente lungo anche se confrontato con l'età della Terra di 4500 Ma. Secondo teorie cosmologiche recenti nessun isotopo è da ritenersi propriamente stabile.
Ci sono 21 elementi (ad esempio berillio-9, fluoro-19, sodio-23, scandio-45, rodio-103, iodio-127, oro-197 o torio-232, l'ultimo quasi stabile) che possiedono in natura un solo isotopo stabile, anche se nella maggior parte dei casi gli elementi chimici sono costituiti da più di un isotopo con una miscela isotopica naturale, che in molti casi è variabile in conseguenza di fenomeni idro-geologici (es: idrogeno ed ossigeno), decadimenti radioattivi (es: piombo) e manipolazioni dovute all'uomo (es: idrogeno/deuterio/trizio e isotopi dell'uranio). Pertanto la IUPAC aggiorna continuamente i valori delle masse atomiche medie raccomandate per i vari elementi chimici tenendo conto di tale variabilità. Essa è ampiamente condizionata dal sito geologico di provenienza (acquifero, terrestre, atmosferico), nonché dalla provenienza extraterrestre o molto raramente extrasolare (meteoriti). 
Poiché la massa atomica media degli elementi poliisotopici è talvolta variabile, il suo valore deve essere dotato di cifre significative in numero appropriato (ad esempio 58,933 195(5) u per il 59Co che è monoisotopico, 58,6934(2) u per il Ni, 207,2(1) u per il Pb che è il prodotto dal decadimento delle catene radioattive naturali di 235U, 238U e 232Th). 

### Isotopi stabili
Tra gli isotopi stabili più studiati ci sono: l'idrogeno, il boro, il carbonio, l'azoto, l'ossigeno e lo zolfo, chiamati anche isotopi leggeri. Di solito gli isotopi dello stesso elemento sono presenti in natura in diverse concentrazioni: uno in alta concentrazione e l'altro, normalmente, in tracce. Per esempio in natura il carbonio si presenta come una miscela di tre isotopi con numero di massa pari a 12, 13 e 14: 12C, 13C e 14C (quest'ultimo è radioattivo ed è di origine cosmogenica). Le loro abbondanze rispetto alla quantità globale di carbonio sono rispettivamente: 98,89%, 1,11%, tracce di 14C  (1 atomo di 14C ogni ~1012 atomi di 12C).
Il rapporto isotopico tra due isotopi viene calcolato mettendo l'isotopo pesante al numeratore (es. R = D/H o 18O/16O). A causa delle difficoltà nel gestire rapporti R con un numero così elevato di decimali (ad esempio D/H = 0,000160025) è stato deciso dal principio di evitare i valori assoluti e di usare il valore relativo del rapporto del materiale da analizzare contro un "materiale di riferimento". Questo nuovo valore viene indicato come δ e viene calcolato in base alla seguente formula:
{\displaystyle \delta ={\frac {R_{\mathrm {campione} }-R_{\mathrm {standard} }}{R_{\mathrm {standard} }}}\times 1000}
La scelta di esprimere il valore moltiplicato per 1000 fa sì che si eliminino i decimali e si semplifichi così il valore finale.
Gli standard di riferimento sono:
| Elemento | Standard                                  | Abbondanza isotopica relativa                      |
| -------- | ----------------------------------------- | -------------------------------------------------- |
| Ossigeno | V-SMOW (Vienna-Standard Mean Ocean Water) | {\displaystyle {\frac {^{18}O}{^{16}O}}=0,0020052} |
| Idrogeno | V-SMOW (Vienna-Standard Mean Ocean Water) | {\displaystyle {\frac {^{2}H}{^{1}H}}=0,00015576}  |
| Carbonio | PDB-1 (Pee-Dee Belemnitella)              | {\displaystyle {\frac {^{13}C}{^{12}C}}=0,011237}  |
| Azoto    | N2 atmosferico                            | {\displaystyle {\frac {^{15}N}{^{14}N}}=0,003677}  |
| Zolfo    | CDT Canyon Diablo Troilite                | {\displaystyle {\frac {^{34}S}{^{32}S}}=0,045}     |